# Occupation double
 (mars 2021).
Si vous disposez d'ouvrages ou d'articles de référence ou si vous connaissez des sites web de qualité traitant du thème abordé ici, merci de compléter l'article en donnant les références utiles à sa vérifiabilité et en les liant à la section « Notes et références ».
 (mars 2021).
- Si vous ne connaissez pas le sujet, laissez ce bandeau (vous pouvez alors contacter les auteurs).
- Si vous supprimez le contenu mis en cause (vous pouvez préalablement contacter les auteurs),

argumentez précisément cette suppression dans la page de discussion
(un manque de référence n'est pas un argument ; une recherche réelle de référence doit avoir été effectuée, être formellement documentée).
Occupation Double est une émission de téléréalité québécoise diffusée depuis 2003. D'abord présentée sur le réseau TVA jusqu'en 2013, l'émission a été relancée sur les ondes de V en 2017 (devenue Noovo en 2020). L'humoriste Jay Du Temple a animé l'émission depuis sa nouvelle mouture en 2017 (saison 11). À l’émission finale de la saison 16 d’OD Martinique, celui-ci annonce qu’il ne reviendrait pas comme animateur pour les prochaines saisons. Le 27 février 2023, il est annoncé qu'Alicia Moffet et Frédérick Robichaud seront chargés de l'animation de l'émission.
Les paroles de la chanson du générique sont interprétées par la chanteuse québécoise Mitsou. En 2017, le thème est remixé par Valérie Daure. Enfin, c'est l'artiste québécois Fouki qui signe la nouvelle mouture de la chanson thème à partir de 2023.

## Concept
Dans les premières saisons, Occupation Double se déroulait dans un nouveau quartier de luxe en périphérie de Montréal. Plus tard, l'émission s'est déplacée dans des destinations exotiques à l'étranger.
L'émission est aussi connue pour ses nombreux rebondissements, car l'équipe de production aime surprendre les participants et le public avec des situations inattendues
.

## Émissions liées

### OD+ en Direct
Suivi après la télé-réalité, OD+ en Direct invitait les gens à revenir sur les moments forts de chaque épisode. Cette émission était diffusée sur MusiquePlus.

### OD la Nuit
OD la Nuit était un concept diffusé chaque soir à partir de 20 h sur le site internet d'Occupation Double où les caméras filmaient une journée entière de ce qui se passait dans la maison, bien avant la diffusion de la télé-réalité. Également elle est en rediffusion sur MusiquePlus à partir de minuit jusqu'à 6h du matin. En 2018, l'émission a été en nomination aux Zapettes d'or dans la catégorie « Prix spécial du réparateur ». Lors de la remise du prix, Anne-Marie Withenshaw a annoncé qu'OD la Nuit ne serait pas de retour en ondes pour l'automne 2018,.

### OD Extra
Nouveauté depuis 2019, OD Extra offre des contenus inédits, des entrevues avec les candidats et les coulisses de l'émission, tous les dimanche. Ce sont les humoristes Marie-Lyne Joncas et Jay Du Temple qui animent cette émission d'une heure.

### Vendredi OD
Les vendredi OD est une émission diffusée sur la chaine télévisée Noovo depuis 2022. L'animateur, Félix-Antoine Tremblay, reçoit des invités afin de discuter des quotidiennes d'Occupation Double.

### OD Tentations au Soleil
OD tentations au soleil est une émission diffusé sur Crave depuis le 2 décembre 2024. 14 anciens candidats d’Occupation Double s’envolent pour le Mexique afin de tenter une nouvelle fois leur chance en amour avec comme animatrice Maripier Morin. Dès le premier épisode, 10 célibataires rejoignent l’aventure, tandis que 4 autres arriveront plus tard pour pimenter le jeu. Épreuves sensuelles, missions audacieuses et escapades tropicales seront au rendez-vous durant les huit épisodes, avec à la clé un prix de 25 000$ pour le couple gagnant. Les 10 célibataires qui ont participé à l'émission sont, Jennifer, Walide, Virginie, Antoine, Ophélia, Mikaël, Megane, Mathieu, Dragos et Audrey. Plus tard dans la série, 4 autres candidats vont s'ajouter dont, Kiari, Jenny, Sami et Catherine F.

## Saisons

### Saison 1 (2003)

#### Informations diverses
- L'animateur était Éric Salvail[12].
- La finaliste Natacha a marqué les esprits quand elle a couru en sous-vêtements dans les rues de la banlieue pour aller rejoindre la maison des garçons[13].

#### Couple gagnant
Éric et Isabelle (ne sont plus ensemble).

### Saison 2 (2004)

#### Informations diverses
- L'animateur était Éric Salvail[12].
- Bérangère a quitté l'aventure pour aller rejoindre Maxime, dont elle était amoureuse, après l'élimination de ce dernier. Maxime avait été éliminé après que son ex-blonde eut témoigné qu'elle et Maxime étaient toujours en couple au début de l'émission[13].

#### Couple gagnant
Hugo et Marie-Ève (ne sont plus ensemble)

### Saison 3 (2006)

#### Informations diverses
- L'animateur était Joël Legendre[12].
- Maripier Morin est, parmi les candidats de la 3e saison, celle qui s'est le plus démarquée. Quelques années après son passage à OD, elle a obtenu divers rôles à la télé, dans des émissions comme Le banquier, Sucré salé, District V et Ça commence bien[13]!

#### Couple gagnant
Robin et Isabelle (ne sont plus ensemble)

### Saison 4 (2007)

#### Couple gagnant
Stéphanie et Gabriel (ne sont plus ensemble)

### Saison 5 (2008)

#### Couple gagnant
Jessica et Samuel (ne sont plus ensemble)

### Saison 6 (2009)

#### Couple gagnant
Marie-Ève et Guillaume (ne sont plus ensemble)

### Saison 7 (Whistler), 2010)

#### Informations diverses
- Alors que le public était au courant, Judith ignorait que son amoureux Jimmy était danseur au 281, un bar de danseurs nus de Montréal. Il a fini par lui avouer lors du voyage final à Bora Bora, moment auquel Judith s'est exclamée « Y'a tu du cognac icitte? »[13].
- L'animateur de cette saison était Pierre-Yves Lord[19].

#### Couple gagnant
Nathalie et Charles (ne sont plus ensemble),.

### Saison 8 (Portugal, 2011)

#### Informations diverses
Une importante controverse a marqué la finale. Les couples Dave et Odile et Georges-Olivier et Nancy étaient les finalistes d'Occupation Double Portugal. Avant le dévoilement du couple gagnant, Nancy a déclaré qu'elle voulait se retirer et qu'elle n'était pas à la hauteur des prix, les jugeant « trop gros ». Comme elle tentait de partir, l'animateur Pierre-Yves Lord, Georges-Olivier et sa propre famille l'ont incité à rester jusqu'au dévoilement du couple vainqueur. Bien qu'elle et Georges-Olivier aient été vainqueurs,, ils ne se sont pas embrassés.

### Saison 9 (Californie, 2012)

#### Informations diverses
Un des moments marquants de cette saison a été un party où Laurie, exaspérée par Érika, s'est écriée « Hey! Veux-tu que je pogne les nerfs? ».

#### Couple Gagnant
Andréanne Marquis et Hubert Harvey (ne sont plus ensemble)

### Saison 10 (Espagne, 2013)

#### Couple gagnant
Cintia et Kaled (ne sont plus ensemble)

### Saison 11 (Bali, 2017)
La 11e saison, couramment appelée « OD Bali », a été animée par l'humoriste Jay Du Temple et a été diffusée à partir du 1er octobre 2017 sur les ondes de V, après 4 ans d'absence.

#### Informations diverses
- La saison a été regardée par plus d'un million de téléspectateurs chaque semaine[26].
- Sur le chemin de la finale, le volcan indonésien Agung, situé sur l'île de Bali, est entré en éruption. Lors de son passage à l'émission Tout le monde en parle, Jay Du Temple a annoncé au public que les candidats restants avaient été évacués et étaient de retour en sol canadien[27].
- En raison de ses réactions jugées excessives, la candidate Joanie Perron a choqué le public tant à la télévision que sur les réseaux sociaux. Elle a notamment utilisé un terme raciste alors qu'elle se plaignait de devoir faire la vaisselle. Cet incident a donné lieu à une pétition sur le site Change.org qui exigeait son expulsion. La pétition a récolté plus de 7 500 signatures[28]. La mère de la candidate a exprimé en entrevue au Journal de Montréal son mécontentement relativement à plusieurs aspects entourant l'émission : « Si ma fille n’était pas là, il n’y aurait pas de show. Tout est axé sur elle. Mais on montre seulement le mauvais côté des gens »[29].

#### Couple gagnant
Alexandra et Adamo (ne sont plus ensemble).

### Saison 12 (Grèce, 2018)

#### Informations diverses
- L'élimination de Maude et de Jonathan, qui s'est produite à la suite d'un cadeau empoisonné de la production, a causé la grogne chez beaucoup de téléspectateurs[31], qui ont fait circuler une pétition ayant récolté presque 13 000 signatures[32].
- Le couple gagnant de cette édition est composé de Andrew O'Reilly et Catherine Paquin, la meilleure amie d'Alanis ex candidate de la dernière saison à Bali[33].(ne sont plus ensemble)

### Saison 13 (Afrique du Sud, 2019)

#### Informations diverses
- L'intimidation a été un sujet important de la saison 13. En effet, Kevin a été la cible de beaucoup d'insultes de la part d'autres candidats qui avaient une mauvaise perception de lui. Cette situation a donné naissance à une pétition qui a récolté plus de 25 000 signatures[34]. La production a fini par s'excuser au public[35] et certains candidats ont exprimé des remords lors de la finale.
- Une première femme trans a participé à la téléréalité Occupation Double : Khate Lessard, 23 ans. Elle y est allée pour soutenir la communauté LGBTQ+[36].

#### Audiences
La finale, qui a eu lieu le 1er décembre 2019, a été vue par 1 020 000 de personnes en direct et en rediffusion la même soirée. Le lendemain, 20 heures plus tard, c'est 177 000 personnes qui avaient visionné la finale sur Noovo.ca. Les grands gagnants du prix final sont Trudy Simoneau et Mathieu Robitaille. Kevin Lapierre a remporté le prix du candidat coup de cœur.

##### Record d'audience
La quotidienne du mardi 1er octobre 2019 a attiré près de 631 000 téléspectateurs en direct sur V. Il s'agit du meilleur score d'une quotidienne pour la télé-réalité depuis son retour en 2017. Il faut également tenir compte que les cotes d'écoute n'incluent pas l'écoute des émissions sur Noovo.ca qui, en 2017, avaient attiré plus de 7 millions de visionnements.
Le 18 octobre 2019, V publie les résultats d'audience depuis le début de l'aventure. En moyenne, chaque dimanche, Occupation Double attire 735 000 téléspectateurs. Pour les quotidiennes, c'est une moyenne de 650 000 personnes qui suivent les péripéties des candidats en Afrique du Sud. Sur Noovo.ca, les capsules et épisodes de la saison, jusqu'à présent, ont attiré 7 millions de visionnements. V mentionne également que les vidéos sur la page Facebook officielle de l'émission attirent, en moyenne, 2 millions de vues chaque semaine.

### Saison 14 (Chez nous, 2020)

#### Informations diverses
- Le candidat David a été exclu avant même le début de l’aventure. Ses démêlés avec la justice par le passé et les témoignages de certaines femmes auraient fait décider à la production de l'éliminer d'Occupation Double[41].
- Après ne pas avoir été choisis au tapis rouge, les candidats Anne-Catherine et Cédrick ont formé un couple lors de leur déconfinement dans la maison des exclus[42].
- À la fin de la 5e semaine, une situation controversée et inédite[43] s'est produite quand il a été révélé qu'Éloïse, pendant qu'elle était isolée préventivement à cause d'une crainte de contamination à la COVID-19, avait visionné des vidéos sur la saison actuelle d'OD sur YouTube, ce qui n'est pas permis. La production n'a pas immédiatement réagi et a laissé aux participants le soin d'éliminer la fille de leur choix, et ces derniers ont éliminé Julie. Une certaine gronde s'est manifestée sur les réseaux sociaux et la production a dû bloquer les commentaires publics sur le compte d'Éloïse[44]. Le dimanche suivant, ébranlée par les conséquences de son geste, Éloïse a déclaré qu'elle souhaitait quitter l'aventure juste avant l'annonce de quelle fille serait éliminée. Les candidats avaient mis sa photo dans l'enveloppe de toute façon[45].
- Le public a bien reçu le couple, et plusieurs personnalités comme Manon Massé[46] ont commenté cet événement historique pour l'émission.
- Les candidates Marjorie et Cintia forment le premier couple de femmes de l'histoire de l'émission[47].

#### Coup de cœur du public
Julie Munger a remporté la bourse de 10 000 $ et le prix de candidat coup de cœur du public.

#### Couple gagnant
Le couple gagnant de cette édition était le couple composé de Noémie Marleau et Vincent Beauregard.

### Saison 15 (Dans l’Ouest, 2021)
La 15e saison, titrée OD dans l'Ouest, est animée par l'humoriste Jay Du Temple et diffusée à partir du 23 septembre 2021 sur les ondes de Noovo.

#### Participants
Steven et Ines est le deuxième couple gagnant issus de la diversité (après Cynthia et Khaled) . Ils sont toujours ensemble en 2024.
Source : site Noovo,

#### Informations diverses
- Seuls quatre garçons ont été révélés au public lors dévoilement des candidats au public, tandis que douze filles ont été dévoilées[53].
- Lors du tapis rouge, l'animateur, Jay Du Temple, annonce qu'il y aura 2 aventures à cette mouture[54].
- Alexandre, candidat de l'aventure 2 de cette mouture, fut évincé de l'émission par la production à cause de ses troubles de comportement[55],[56],[57].
- À la fin de la saison, des comédiens et comédiennes se sont réunis avec Jay Du Temple pour réinterpréter certaines scènes de diverses saisons d’Occupation Double[58].

#### Coup de cœur du public
Frédérick remporte le prix du coup de cœur.

#### Couple gagnant
Ines et Stevens gagnent avec un prix d'une valeur de 600 000 dollars comprenant un loft refuge dans les Cantons-de-l'Est.

### Saison 16 (Martinique, 2022)
La 16e saison d'Occupation double Martinique marque le retour à la normalité de l'émission. En raison de la COVID-19, les deux dernières saisons ont dû se dérouler au Canada seulement. Cette année, les participants ont donc l'occasion de voyager à nouveau autour du globe. Encore une fois, il s'agit de l'humoriste Jay du Temple qui occupe le poste d'animateur de l'émission. Toutefois, le rôle de "Lady Pagaille" est occupé par le tout premier Conseil d'administration (CA) d'OD. Le CA est originairement formé de 4 candidats qui ont pour mission de contrôler l'aventure des deux autres maisons. Au cours de l'aventure, ils auront des décisions importantes et surtout déchirantes à prendre.

#### Informations diverses
- L'intérêt de Catherine pour Tommy a fait beaucoup jaser notamment la créatrice de contenu Emy-Jade Greaves puisque Tommy est son ex et Catherine son amie[60],[61].
- Félix, Isaack et Philippe ont été expulsés pour intimidation envers d'autres candidats[62]. Ces trois derniers ont créés un climat malsain et fait fuir des commanditaires de la télé-réalité. Les trois candidats Expulsé ne sont plus dans les épisodes en date du 20 octobre 2022.
- Kiana et Florence abandonnent l'aventure en raison de la situation tendue depuis l'expulsion de Félix, Isaack et Philippe[63].
- Koralie-Maya abandonne l'aventure en raison de l'infidélité de Rami[64].
- Lors de la grande finale, l'animateur Jay du Temple annonce qu'il quitte son rôle d'animateur d'Occupation double[65].

#### Controverse entourant l'intimidation
Depuis la vague d'intimidation que Jonathan et Tommy ont vécu lors de leur passage à OD. À la suite des révélations, des commanditaires ont décidé de rompe leur partenariat par voie de communiqué : Shop Santé, Oraki, Polysleep, Twenty Compass, That'so, Nial Création, Lambert, Couche-tard, Guru ainsi que Finstar. Finstar était commanditaire essentiellement pour le grand prix du couple gagnant donc un condo à Sainte-Agathe-des-Monts.
De plus, plusieurs candidats d'anciennes éditions ont manifestés avoir vécu de l'intimidation et se sont sentis abandonnés par la production dont Charle Montigny et Karine Saint-Michel,.

#### Couple gagnant
- Couple : Claudia et Jimy
- Candidat ou candidate coup de cœur : Jonathan et Virginie
- Candidat ou candidate du CA coup de cœur : Megan

### Saison 17 (Andalousie, 2023)
La 17e saison sera pour la première fois animée par un couple, soit Alicia Moffet et Frédérick Robichaud. Frédérick a participé à la saison 15 (OD dans l'Ouest). Cette saison se déroulera pour la deuxième fois en Espagne.
Finalistes : Simon et Mia, Lara et Vincent, Rebecca et Mathieu P
Gagnant de la saison : Simon et Mia
Candidat coup de coeur : Céline 
Controverse de la saison : Marie-Andrée et Anthony, couple chouchou du public, se font éliminer avant le voyage final, le public décide donc de voter pour leurs amis qui n'ont pas votés pour les éliminer, Mia et Simon. Ces derniers ont donc remporté le grand prix.

### Saison 18 (Mexique, 2024)
La 18e saison, titrée OD Mexique, est animée par  Frédérick Robichaud et Alicia Moffet et diffusé à partir du 8 septembre 2024 sur les ondes de Noovo
Cette année dans Occupation Double, c'est des maisons mixte. Plus tard durant la saison six nouveaux candidats intégreront l'aventure.

### Saison 19 (Chypre, 2025)
La 19e saison, titrée OD Chypre, sera animée par Frédérick Robichaud et Alicia Moffet et sera diffusée à partir de l’automne 2025,.

## Héritage
Dans les années 2000, les émissions de style téléréalité ont gagné de la popularité à l'échelle mondiale. Le Québec n'a pas fait exception avec l'arrivée de Star Académie, Loft Story, Mixmania, et également Occupation Double au petit écran.
Parmi les candidat(e)s notables, on retrouve Maripier Morin, Laurie Doucet, Judith Perron, Joanie Perron, Maude Lavoie et Renaud Blanchet.
Depuis le retour télévisuel de l'émission en 2017, les candidats deviennent instantanément des vedettes sur les réseaux sociaux. Plusieurs d'entre eux se consacrent uniquement à leur vie en tant que nouveaux influenceurs du Québec. Notamment, Jessie Nadeau, candidate d'OD Bali, est devenue chroniqueuse des exclus pour HollywoodPQ et a lancé un livre vegan avec son conjoint de la télé-réalité, Pascal-Hugo. Alanis Désilets et Louis-Philippe sont devenus porte-parole et ambassadeurs de la marque Fitmenu et ont organisé plusieurs campagnes pour amasser des fonds pour la Fondation contre le cancer du sein. Alexandra Cosentino, Karine Saint-Michel, Joanie Perron et Adamo sont devenus chroniqueurs pour l'émission OD+ en Direct. En 2019, Renaud Blanchet, candidat d'OD Grèce, est devenu animateur à Rouge FM pour la sortie des candidats d'OD Afrique du Sud.

## Parodies
L'émission a fait l'objet de nombreuses parodies :
- Bye Bye :
  - En 2007, un sketch nommé Pénétration Double, par les membres de RBO[75].
  - En 2011, un sketch nommé Aberration Double, faisant référence à la finale controversée et au souper, mettant en vedette Joël Legendre, Véronique Cloutier, Louis Morissette, Hélène Bourgeois Leclerc et Michel Courtemanche[76].
  - En 2013, un sketch parodiant Occupation Double en Espagne faisait référence à la célèbre chicane entre Cintia et Marie-France et à la révélation de Kaled à Cintia[77].
  - En 2017, un sketch nommé Occupation Doune faisait référence au yoga mandala, à la relation de Sandrick et Joanie, etc.[78]
  - En 2020, un sketch nommé OD Cheu Nous s'est moqué de nombreux candidats de la saison 2020 ainsi que de l'animateur, Jay du Temple[79].
- Doublage QC[80] : la page Facebook a diffusé de nombreuses vidéos en 2017 sur la télé-réalité en doublant les voix des candidats et de l'animateur de façon humoristique.
- EpicPopcorn : la chaîne YouTube québécoise a fait une série de vidéos d'animation en 2011 nommé OccupationDouche[81].

## Prix et distinctions

### Prix Gémeaux
| Année | Catégorie                                                                                               | Pour | Résultat   |
| ----- | --- | --- | ---------- |
| 2004  | Meilleure téléréalité                                                                                   | Occupation Double | Lauréat    |
| 2018  | Meilleure émission : téléréalité                                                                        | Occupation Double Bali | Nomination |
| 2018  | Meilleure réalisation : téléréalité                                                                     | Mathieu Bissonnette, Alain L. Lavoie, Jill Niquet-Royal, Anicée Ouellet, Julie Snyder                                               | Nomination |
| 2018  | Meilleure animation : téléréalité                                                                       | Jay Du Temple | Nomination |
| 2018  | Meilleure composante numérique pour une émission ou série : variétés                                    | Occupation Double Bali | Nomination |
| 2019  | Meilleure animation : téléréalité                                                                       | Jay Du Temple | Nomination |
| 2019  | Meilleure composante numérique pour une émission ou série : variétés                                    | Après OD | Nomination |
| 2019  | Meilleure composante numérique pour une émission ou série : variétés                                    | Occupation Double Grèce | Nomination |
| 2020  | Meilleure téléréalité                                                                                   | Occupation Double Afrique du Sud | Nomination |
| 2020  | Meilleure réalisation : téléréalité                                                                     | Clodine Galipeau, Suzanne Labelle, Jill Niquet-Royal, Anicée Ouellet, Iliade Poulin, Guillaume St-Arnaud                            | Lauréat    |
| 2020  | Meilleure animation : téléréalité                                                                       | Jay Du Temple | Nomination |
| 2020  | Meilleure composante numérique pour une émission ou série : variétés                                    | Après OD Grèce | Nomination |
| 2020  | Meilleure composante numérique pour une émission ou série : variétés                                    | Occupation Double Afrique du Sud | Nomination |
| 2021  | Meilleure téléréalité                                                                                   | Occupation Double Chez Nous | Nomination |
| 2021  | Meilleure réalisation : téléréalité                                                                     | Marie-Ève Brassard, Audrey Hynes, Alain L. Lavoie, Suzanne Labelle, Anicée Ouellet, Charles P. Martel, Audrey Potvin, Iliade Poulin | Nomination |
| 2021  | Meilleure animation : téléréalité                                                                       | Jay Du Temple | Nomination |
| 2021  | Meilleure composante numérique pour une émission ou série : fiction, variétés                           | Occupation Double Chez Nous | Nomination |
| 2022  | Meilleure téléréalité                                                                                   | Occupation Double dans l'Ouest | Nomination |
| 2022  | Meilleure animation : téléréalité                                                                       | Jay Du Temple | Nomination |
| 2022  | Meilleure émission ou série originale produite pour les médias numériques : variétés                    | Après OD Chez Nous | Nomination |
| 2022  | Meilleure animation pour une émission ou série produite pour les médias numériques : variétés, magazine | Marie-Lyne Jonas (pour Après OD Chez Nous)                                                                                          | Nomination |

### Zapettes d'Or
| Année | Catégorie                  | Pour       | Résultat   |
| ----- | -------------------------- | ---------- | ---------- |
| 2018  | Prix Spécial du Réparateur | OD la Nuit | Nomination |